# Verbond van elzenbroekbossen
Het verbond van elzenbroekbossen (Alnion glutinosae) is een verbond uit de orde van elzenbroekbossen (Alnetalia glutinosae). Het omvat bosgemeenschappen die voorkomen op zeer natte standplaatsen in beekdalen en laagveengebieden, en gedomineerd worden door zwarte els en zeggen.
Het verbond telt in Nederland en Vlaanderen twee associaties.

## Naamgeving en codering
| Alnion glutinosa-incanae |

- Duits: Erlen- und Eschenwäldern an Fließgewässern
- Syntaxoncode voor Nederland (rVvN): r42Aa
- Natura2000-habitattypecode (EU-code): H91E0
- Corine biotope: 41.91 Alder Swamp woods
- BWK-karteringscode: vm

De wetenschappelijke naam Alnion glutinosae is afgeleid van de botanische naam van de belangrijkste kensoort van deze klasse, de zwarte els (Alnus glutinosa).

## Fysiognomie
Elzenbroekbossen wordt in de Lage Landen gekenmerkt door een matig open tot dichte bosvegetatie met een soortenarme boomlaag die 10–20 m hoog wordt. Vooral de zwarte els is een veel voorkomende soort, soms zelfs de enige boom die zich in dergelijk milieu kan handhaven. De struiklaag is meestal slechts pleksgewijs ontwikkeld op plaatsen waar de bodem iets droger blijft.
De kruidlaag is meestal goed ontwikkeld maar weinig specifiek, ze omvat soorten die ook in natte strooiselruigten en rietlanden worden aangetroffen. Grassen en grasachtige planten, vooral de zeggen, zijn dominant.
In de moslaag spelen veenmossoorten een belangrijke rol, maar gewoon sterrenmos is de meest voorkomende mossoort.

## Ecologie
Het verbond van elzenbroekbossen omvat plantengemeenschappen van zeer natte standplaatsen op veenbodems met beperkte jaarlijkse grondwatertafelschommelingen. In de zomer zakt het water ten hoogste 60 cm beneden het maaiveld.

## Associaties in Nederland en Vlaanderen
Het verbond van elzenbroekbossen wordt in Nederland en Vlaanderen vertegenwoordigd door twee associaties.
- - moerasvaren-elzenbroek (Thelypterido-Alnetum)
  - elzenzegge-elzenbroek (Carici elongatae-Alnetum)

## Diagnostische taxa voor Nederland en Vlaanderen
Het verbond van elzenbroekbossen heeft in Nederland en Vlaanderen geen specifieke kentaxa. Voor een overzicht van de voornaamste ken- en begeleidende soorten van de klasse, zie de klasse van elzenbroekbossen.

## Fotogalerij

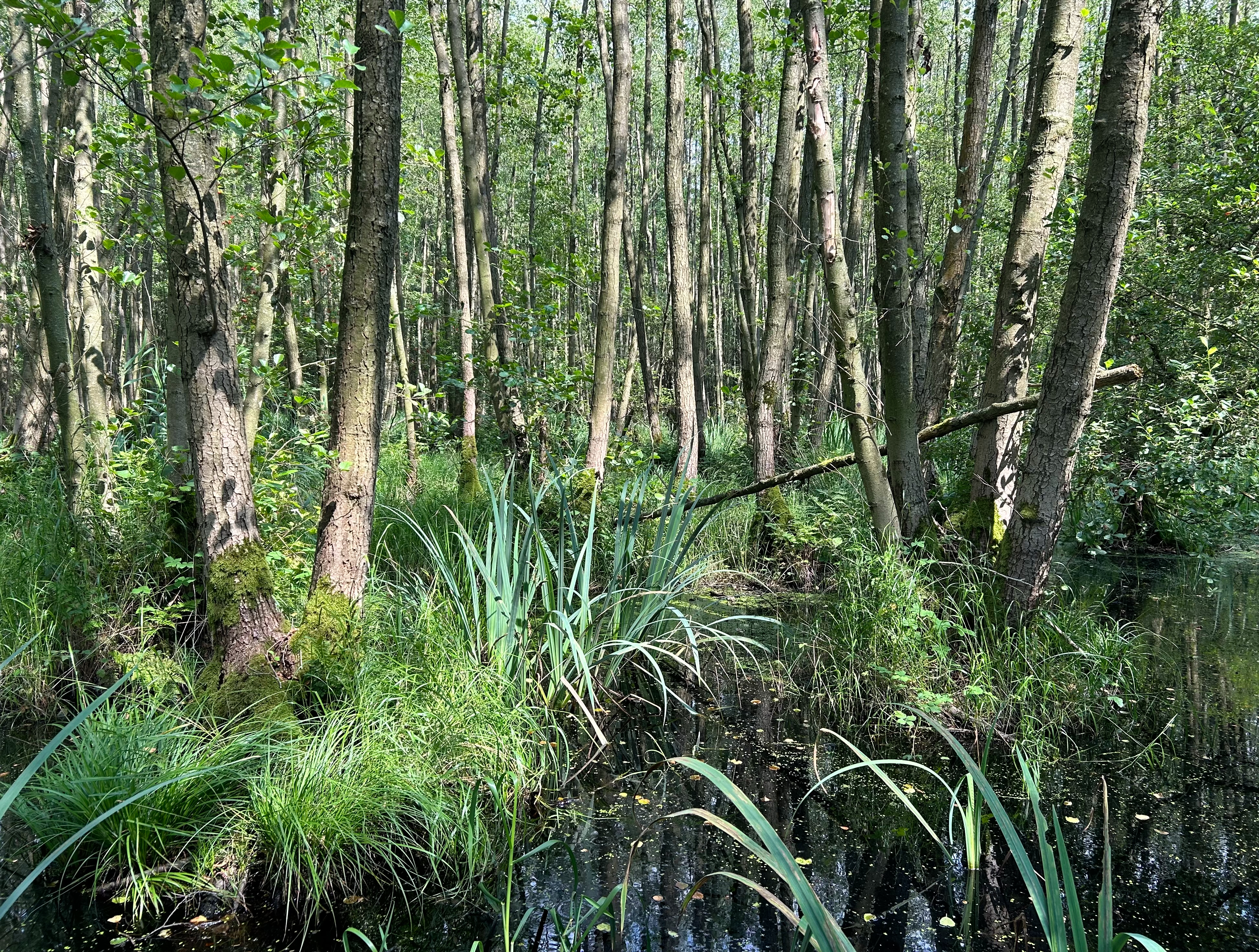
Een zomeraspect van het elzenzegge-elzenbroek
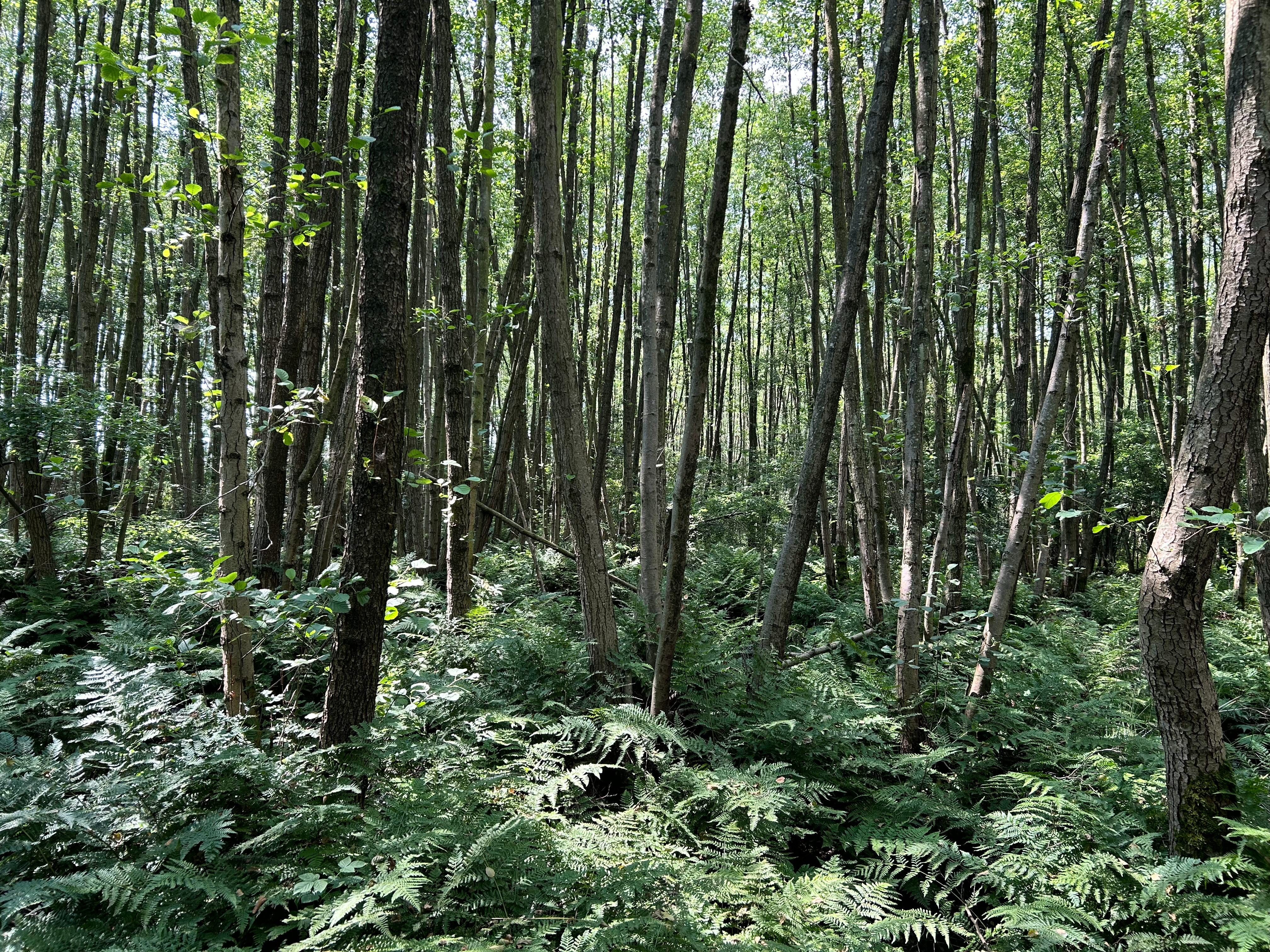
Een zomeraspect van de RG met brede stekelvaren
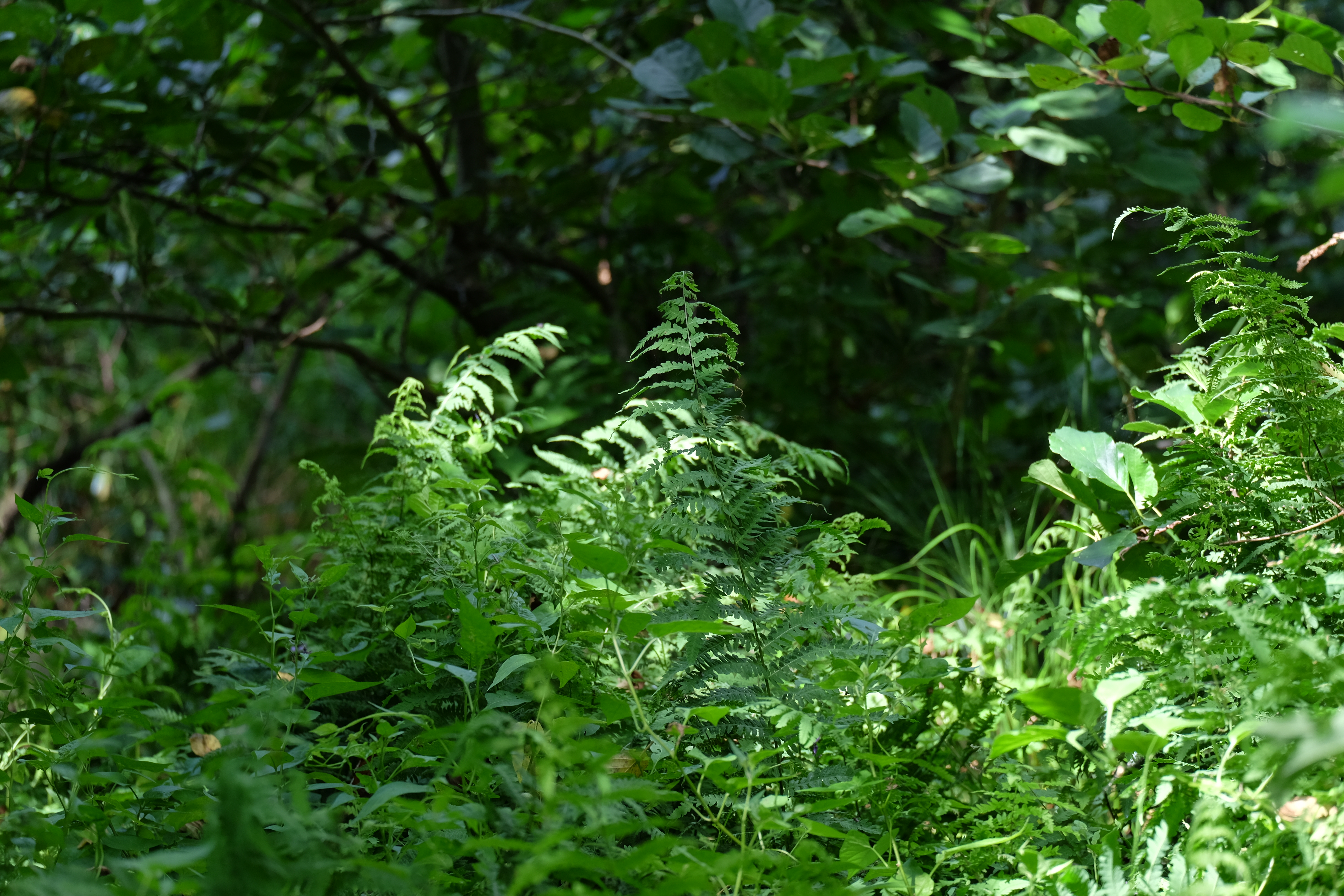
Close-up van de kruidlaag van het moerasvaren-elzenbroek
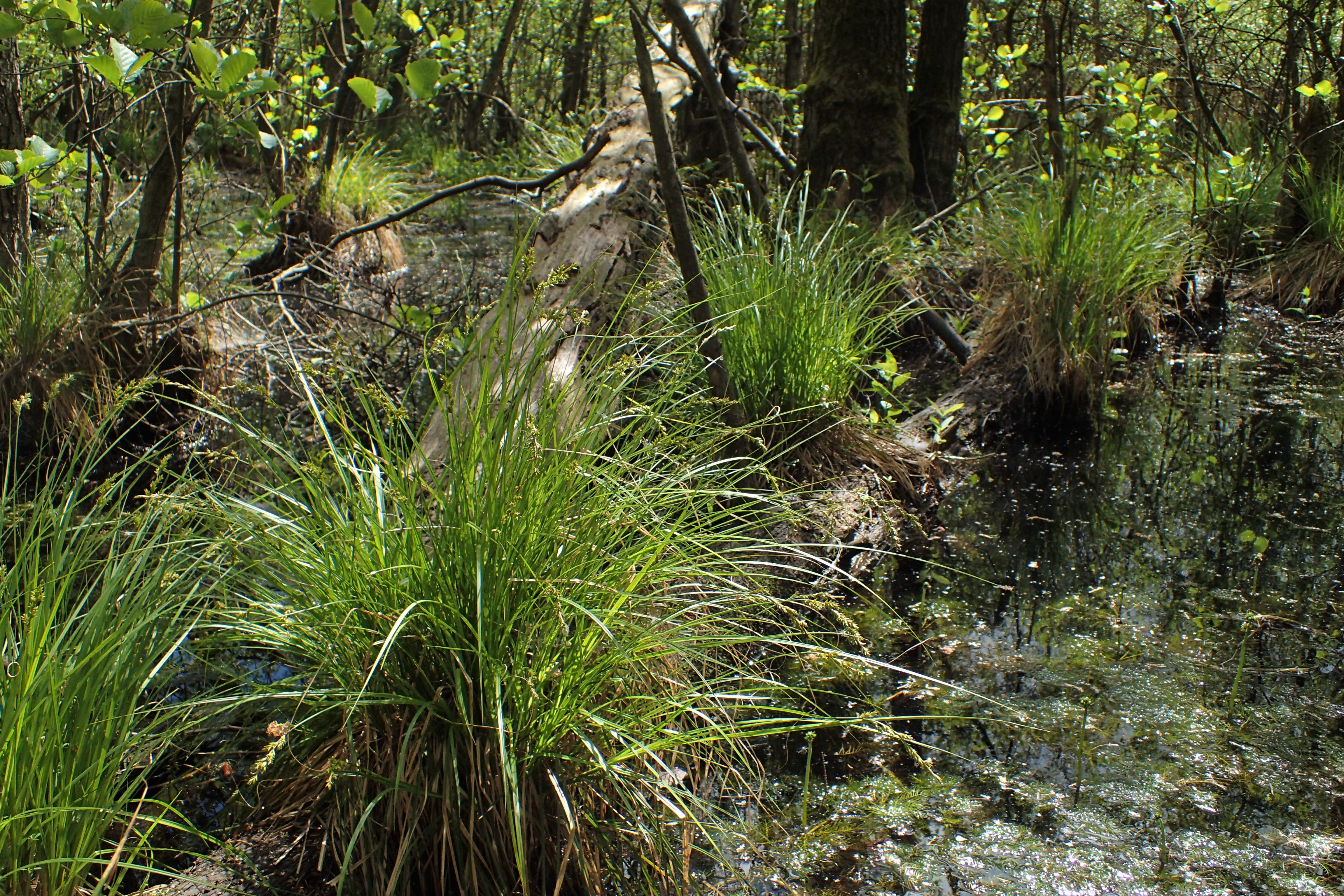
Close-up van de kruidlaag van het elzenzegge-elzenbroek